# 서울지방병무청역
서울지방병무청역(Seoul Regional Office of Military Manpower Station, 서울地方兵務廳驛)은 서울특별시 동작구 대방동에 있는 서울 경전철 신림선의 역이다.

## 역사
- 2021년 2월 7일: 서울지방병무청역으로 역명 결정[1]
- 2022년 5월 28일 : 개통

## 역 구조
승강장은 2면 2선 상대식으로 스크린도어가 설치돼 있다.

### 승강장
| 대방 ↑           |
| \| 상            |
| ↓ 보라매(현대HT) |

| 상 | ● 서울 경전철 신림선 | 샛강 방면                         |
| 하 | ● 서울 경전철 신림선 | 보라매(현대HT)·신림 · 관악산 방면 |

## 역 주변
- 서울지방병무청
- 영등포구 시설관리공단
- 신길7동 주민센터
- 성남중학교
- 성남고등학교

## 사진

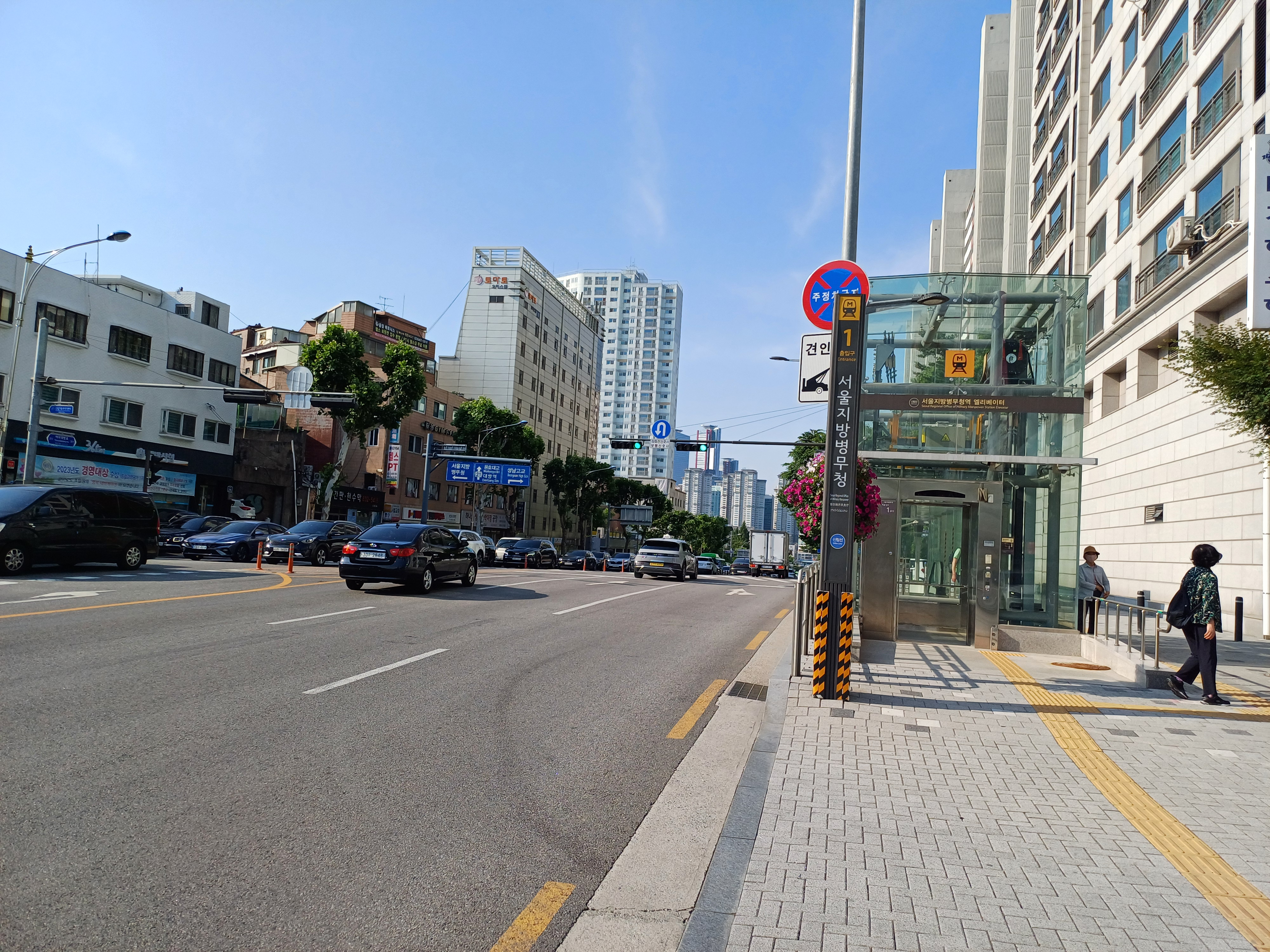
1번 출구
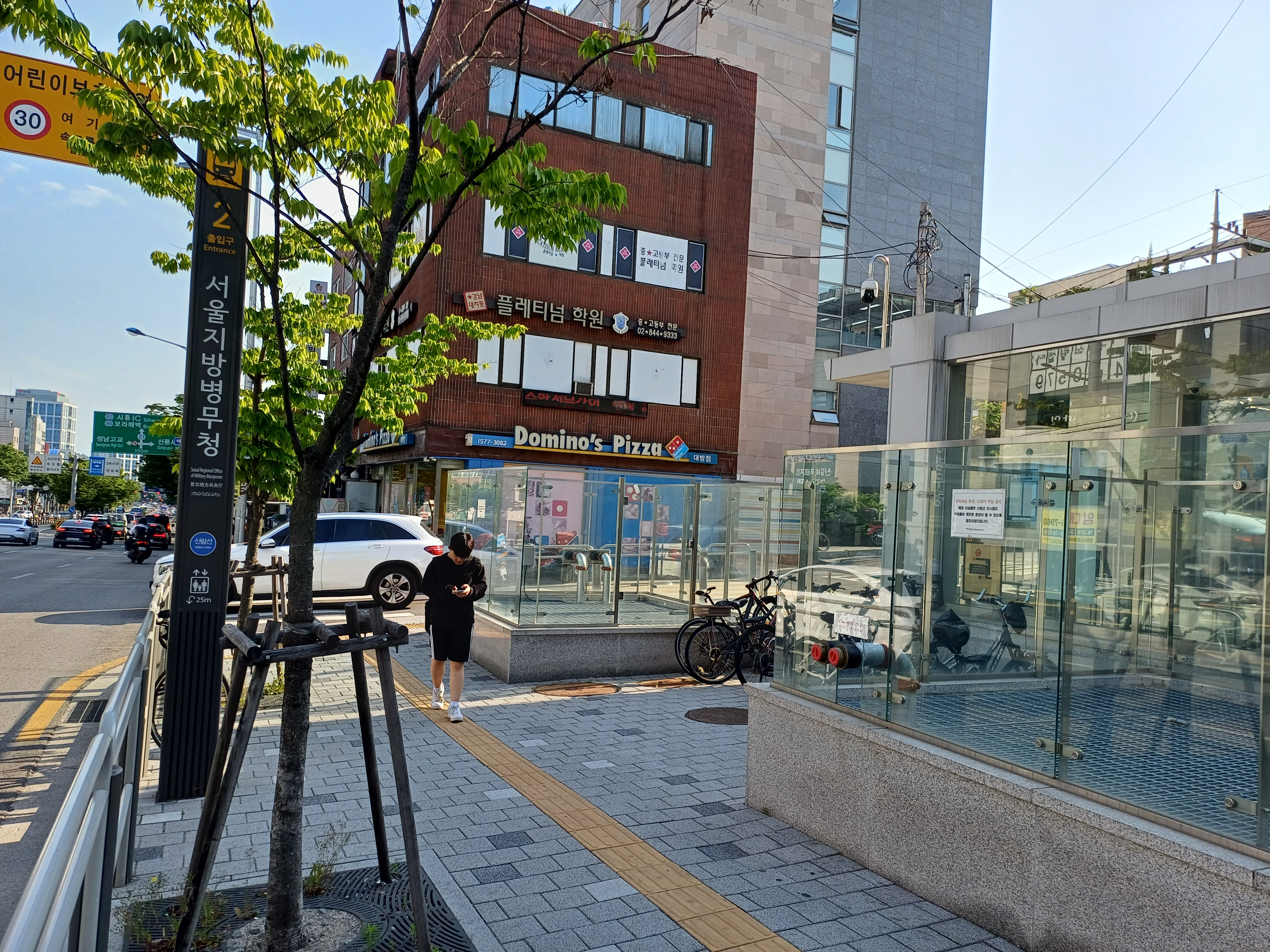
2번 출구

## 인접한 역
| 서울 경전철 신림선  | 서울 경전철 신림선   | 서울 경전철 신림선      |
| ------------------- | -------------------- | ----------------------- |
| S402 대방 샛강 방면 | ● 서울 경전철 신림선 | S404 보라매 관악산 방면 |